# Avellara fistulosa
 Avellara fistulosa  (Brot.) Blanca e C.Diaz, 1985  è una specie di pianta angiosperma dicotiledone della famiglia delle Asteraceae. Avellara fistulosa è anche l'unica specie del genere Avellara  Blanca & C.Diaz, 1985.

## Etimologia
Il nome scientifico della specie è stato definito dai botanici Felix de Avellar Brotero (1744-1828), Gabriel Blanca (1954-) e Consuelo Díaz (1952-) nella pubblicazione " Candollea; Organe du Conservatoire et du Jardin Botaniques de la Ville de Genève. Geneva" ( Candollea 40(2): 453) del 1985. Il nome scientifico del genere è stato definito nella stessa pubblicazione.

## Descrizione
Habitus. Queste piante non molto alte con fusti in genere eretti e ascendenti e perlopiù glabre. Tutte le specie del gruppo sono provviste di latice.
Fusto. Gli scapi fiorali sono fistolosi (cavi); possono originare direttamente dal rizoma. In alcuni casi i fusti sono ramificati e frondosi. Il portamento alla base è decombente. Le radici in genere sono di tipo fittonante, striscianti e ramificate. Queste piante arrivano ad una altezza di 15 – 70 cm.
Foglie. Sono presenti sia foglie delle rosette basali che cauline con disposizione alterna. Le foglie sono fistolose (cave) e solcate. Le lamine sono intere, subulate all'apice, allargate e appiattite alla base. In maggioranza sono ricoperte da peli ispidi e irsuti. Dimensione delle foglie: larghezza 2 – 5 mm; lunghezza 10 – 30 cm.
Infiorescenza. L'infiorescenza è composta da uno o più capolini terminali. I capolini, solamente di tipo ligulifloro, sono formati da un involucro composto da diverse brattee (o squame) all'interno delle quali un ricettacolo fa da base ai fiori ligulati. L'involucro ha una forma più o meno cilindrica ed è formato da due (o più) serie di brattee. Il ricettacolo ha delle pagliette alla base dei fiori, oppure può essere nudo. Lunghezza dell'involucro: 10 – 20 mm.
Fiori. I fiori, tutti ligulati, sono tetra-ciclici (ossia sono presenti 4 verticilli: calice – corolla – androceo – gineceo) e pentameri (ogni verticillo ha in genere 5 elementi). I fiori sono ermafroditi, fertili e zigomorfi.
- Formula fiorale:

*/x K {\displaystyle \infty }, [C (5), A (5)], G 2 (infero), achenio
- Calice: i sepali del calice sono ridotti ad una coroncina di squame.
- Corolla: le corolle sono formate da un tubo ed una ligula terminante con 5 denti; il colore è giallo (violetto all'esterno). Le ligule sono lunghe 1,5 - 2 volte l'involucro.
- Androceo: gli stami sono 5 con filamenti liberi e distinti, mentre le antere sono saldate in un manicotto (o tubo) circondante lo stilo.[10] Le antere alla base sono acute. Il polline è tricolporato.[11]
- Gineceo: lo stilo è filiforme. Gli stigmi dello stilo sono due divergenti e ricurvi con la superficie stigmatica posizionata internamente (vicino alla base).[12] L'ovario è infero uniloculare formato da 2 carpelli.

Frutti. I frutti sono degli acheni con pappo. Gli acheni normalmente sono privi del becco con forme strettamente ellittiche non compresse; in alcune specie sulla superficie dell'achenio sono presenti delle striature trasversali lisce; in altri generi gli acheni sono dimorfi. Il pappo (bianco sporco) è leggermente più lungo dell'achenio. Gli acheni sono lunghi 6 mm.

## Biologia
- Impollinazione: l'impollinazione avviene tramite insetti (impollinazione entomogama tramite farfalle diurne e notturne).
- Riproduzione: la fecondazione avviene fondamentalmente tramite l'impollinazione dei fiori (vedi sopra).
- Dispersione: i semi (gli acheni) cadendo a terra sono successivamente dispersi soprattutto da insetti tipo formiche (disseminazione mirmecoria). In questo tipo di piante avviene anche un altro tipo di dispersione: zoocoria. Infatti gli uncini delle brattee dell'involucro si agganciano ai peli degli animali di passaggio disperdendo così anche su lunghe distanze i semi della pianta.

## Distribuzione e habitat
Questa specie è relativa ai suoli meso-oligotrofici nelle paludi delle pianure costiere atlantiche della Penisola Iberica. È un endemico raro e in pericolo di estinzione.

## Tassonomia
La famiglia di appartenenza di questa voce (Asteraceae o Compositae, nomen conservandum) probabilmente originaria del Sud America, è la più numerosa del mondo vegetale, comprende oltre 23.000 specie distribuite su 1.535 generi, oppure 22.750 specie e 1.530 generi secondo altre fonti (una delle checklist più aggiornata elenca fino a 1.679 generi). La famiglia attualmente (2021) è divisa in 16 sottofamiglie.

### Filogenesi
Il genere di questa voce appartiene alla sottotribù Hypochaeridinae della tribù Cichorieae (unica tribù della sottofamiglia Cichorioideae). In base ai dati filogenetici la sottofamiglia Cichorioideae è il terz'ultimo gruppo che si è separato dal nucleo delle Asteraceae (gli ultimi due sono Corymbioideae e Asteroideae). La sottotribù Hypochaeridinae fa parte del "quarto" clade della tribù; in questo clade è posizionata nel "core" del gruppo , vicina alle sottotribù Crepidinae e Chondrillinae.
I seguenti caratteri sono distintivi per la sottotribù:
- l'indumento delle piante è formato da peli grossolani;
- le setole del pappo hanno delle sporgenze laterali rigide costituite da un'unica cellula tubolare gigante.

Il nucleo della sottotribù Hypochaeridinae è l'alleanza Hypochaeris-Leontodon/Picris e formano (insieme ad altri generi minori) un "gruppo fratello". Rispetto a precedenti raggruppamenti delle Hypochaeridinae, diversi generi sono stati esclusi dalla circoscrizione rivista sulla base di recenti analisi filogenetiche molecolari. Il gruppo attualmente si presenta monofiletico (a parte l'enigmatica Prenanthes purpurea attualmente descritta nelle Lactucinae). Il genere di questa voce, nell'ambito della sottostribù occupa una posizione abbastanza "basale". La divergenza dal gruppo delle Hypochaeridinae è stata molto precoce e presenta alcune affinità con il genere Urospermum. Si stima che la divergenza di Avellara e Urospermum sia avvenuta già nel Miocene medio-tardo, intorno ai 15,5 – 8,6 milioni di anni fa, quindi in un'epoca in cui i lignaggi dei principali cladi delle Cichorieae si stavano diversificando. La specie, precedentemente descritta nel genere Scorzonera, è stata separata in base a evidenze morfologiche, palinologiche e citologiche e per le prove filogenetiche molecolari.
I caratteri distintivi per le specie di questo genere sono:
- i fusti e le foglie sono cavi (fistolosi);
- le foglie hanno delle forme cilindriche con venature parallele;
- le setole del pappo sono morbidamente fimbriate.

Il numero cromosomico della specie è: 2n = 14 (specie diploide).